# Micrathyria ungulata
Micrathyria ungulata – gatunek ważki z rodziny ważkowatych (Libellulidae). Występuje na terenie Ameryki Południowej.